# Dimos Kos
Dimos Kos (engelska: Kos) är en kommun i Grekland.   Den ligger i prefekturen Nomós Dodekanísou och regionen Sydegeiska öarna, i den sydöstra delen av landet, 300 km öster om huvudstaden Aten. Antalet invånare är 30 828. Arean är 290 kvadratkilometer.
Terrängen i Dimos Kos är kuperad åt nordost, men åt sydväst är den platt.